# Kisberzseny
Kisberzseny es un pueblo ubicado en el distrito de Devecser, en el condado de Veszprém, Hungría.

## Superficie
Posee una superficie de 5,290 kilómetros cuadrados.

## Demografía
Hasta 2019 la población era de 90 habitantes, con una densidad de población de 17,01 habitantes por kilómetro cuadrado.